# Sarah Dawn Maxwell
Sarah Dawn Maxwell (* 30. April 1977 in Baie-D’Urfé) ist eine kanadische Beachvolleyballspielerin.

## Karriere
Maxwell absolvierte 2001 ihre ersten internationalen Turniere mit wechselnden Partnerinnen. 2002 spielte sie mit Gabriele Jobst. Die beste Platzierung bei Open-Turnieren war der 17. Rang. Dieses Ergebnis erzielten Maxwell/Jobst auch beim Grand Slam in Klagenfurt.
Beim letzten Open-Turnier des Jahres in Vitória bildete Maxwell ein neues Duo mit Marie-Andrée Lessard, mit der sie 2001 in Fortaleza schon einmal für ein Turnier angetreten war. 2003 schafften Lessard/Maxwell ihre besten Ergebnisse beim Grand Slam in Berlin (Rang 17) und den Osaka Open (Rang 25). Ähnliche Ergebnisse erzielten sie am Ende des Jahres 2004, in dem sie außerdem das Challenger-Turnier in Cagliari gewannen. 2005 erreichten sie in Mailand erstmals die Top Ten eines Open-Turniers. Bei der anschließenden WM in Berlin waren nach dem Auftaktsieg gegen Hu/Zhang die ebenfalls aus China stammenden Bronzemedaillengewinner Tian Jia / Wang Fei zu stark für die Kanadierinnen, die jedoch auf der Verliererseite noch in die dritte Runde kamen und nach der Niederlage gegen das Schweizer Duo Kuhn/Schwer den 17. Rang belegten. Vor heimischem Publikum in Montreal gelang Lessard/Maxwell mit dem siebten Platz das beste Open-Ergebnis der gemeinsamen Karriere.
2006 erzielten sie ihre beste internationale Platzierung ebenfalls in Montreal. Bei den Espinho Open 2007 wurden die beiden Kanadierinnen Neunte. Die WM in Gstaad verlief weniger erfolgreich. Hinter drei punktgleichen Teams mussten sich Lessard/Maxwell mit drei Niederlagen in der Vorrunde verabschieden. 2008 kamen sie bei den internationalen Turnieren nicht mehr über den 25. Platz hinaus. Nach dem Grand Slam in Moskau beendete Maxwell ihre internationale Karriere.

## Privates
Maxwell heiratete Ende 2008 die australische Beachvolleyballspielerin Natalie Cook. Das Paar lebt in Australien. Dort arbeitet Maxwell als Mentaltrainerin mit ihrem Unternehmen In the Game.